# Polybetes trifoveatus
Polybetes trifoveatus là một loài nhện trong họ Sparassidae.
Loài này thuộc chi Polybetes. Polybetes trifoveatus được miêu tả năm 1914 bởi Järvi.